# سیدان (درمیان)

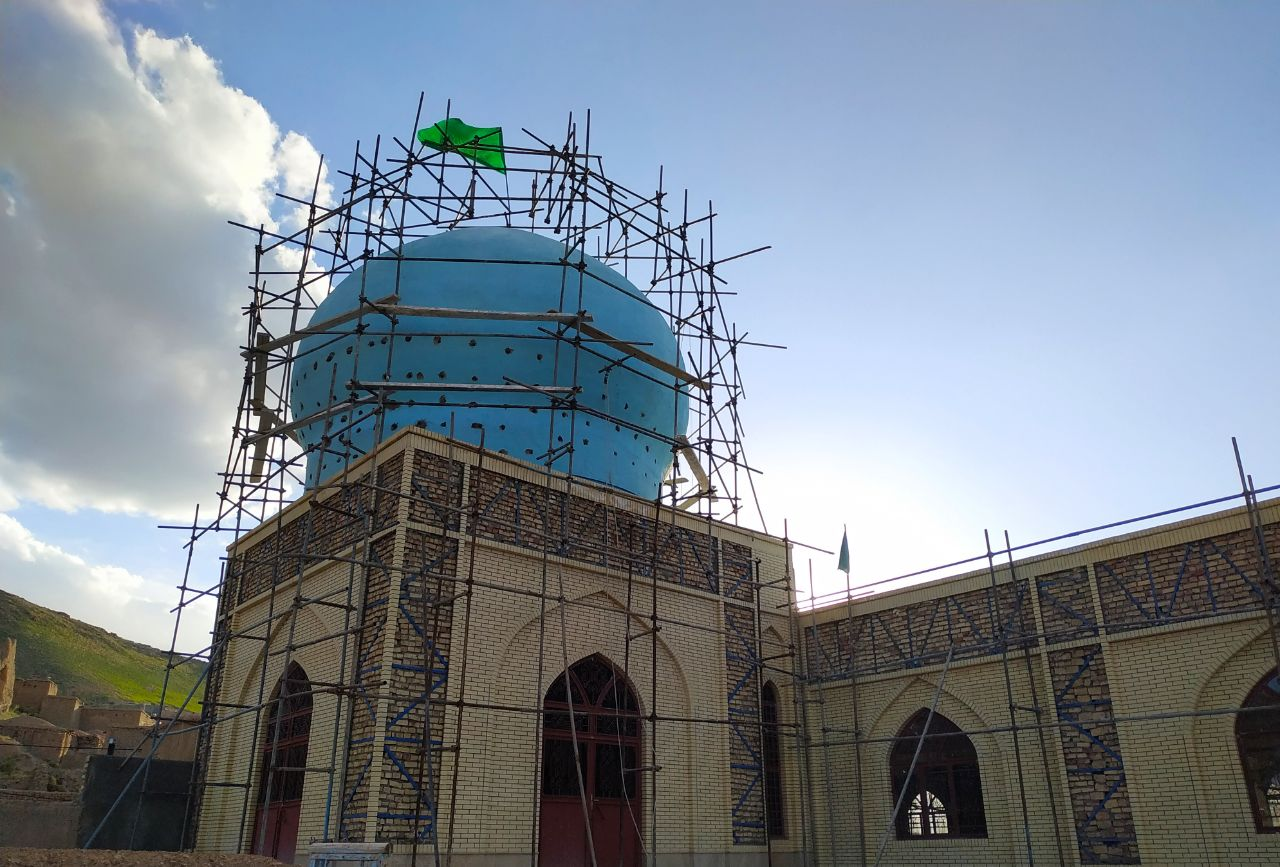
حرم امامزاده سید مرتضی در حال بازسازی

دارالسّیاده سیّدان ، روستایی در دهستان فخررود از توابع بخش قهستان شهرستان درمیان در استان خراسان جنوبی ایران است. این روستا در پنجاه کیلومتری بیرجند قرار دارد.

## جمعیت
بر پایه سرشماری عمومی نفوس و مسکن در سال ۱۳۹۵ جمعیت این روستا ۳۲۴ نفر (در ۹۷ خانوار) بوده‌است.

## اطلاعات
جمعیت این روستا را سادات تشکیل می‌دهد و به همین سبب مراسم عید غدیر در این روستا باشکوه برگزار می‌شود. در این روستا محصولاتی از جمله میوه‌های تابستانی کشت می‌شود. روستای سیدان دارای مکان‌هایی از قبیل آرامگاه امامزاده آقا سید مرتضی از نوادگان موسی کاظم و قنات سیدان و مزارع کشت است. همچنین دبیرستان دوره اول امام رضا و دبستان ابتدایی آیت الله تهامی در این روستا قرار دارند.

## پیشینه
اهالی این روستا از نسل امامزاده آقا سید مرتضی هستند. در تاریخ نقل شده که سید مرتضی از مدینه قصد سفر به طوس را داشته‌است و در میانه راه به دست دشمنانش درگذشت. سپس خاندان و خانواده کنار بارگاه او ماندند و آن مکان را سندادان نام نهادند.در کتاب تاریخ طبری در شرح واقعه قیام صاحب زنج، از محلی به نام سندادان در نزدیکی بصره در عراق نام برده شده است

## مشاهیر
- سید محمد فرزان زاده ۱۲۷۳ شمسی در سیدان است.[۸]
- سید حسن تهامی از مراجع بزرگ تشیع و از چهره‌های برجسته حوزه علمیه نجف در ۱۲۷۶ شمسی در سیدان متولد شد.[۹]
- سید احمد رحیمی (متولد ۱۳۳۸)دانشجوی پزشکی دانشگاه تهران، فرمانده سپاه بیرجند، فرمانده اطلاعات سپاه خراسان، شهادت در جبهه شرهانی(۱۳۶۲)
- سیدمحمود هاشمی شاهرودی، رئیس مجمع تشخیص مصلحت نظام و رئیس سابق قوه قضائیه، نوه ی دختری سید علی مددی موسوی قائنی از علمای دینی و از اهالی روستای سیدان است.

## بازسازی آرامگاه امامزاده سید مرتضی
شجره نامه امامزاده سید مرتضی که به تأیید بیش از ۲۰ تن از مراجع، فقها و مجتهدین رسیده و بر آن حاشیه‌نویسی کرده‌اند، از معتبرترین شجره نامه‌های امامزاده‌های ایران می‌باشد. به این واسطه تصمیم گرفته شد آرامگاه سید مرتضی بازسازی شود. رئیس هیئت امنای امامزاده خبر داده‌است که ساخت آیتم‌های جدیدی چون صحن، رواق، گنبد و گلدسته و کشتارگاه در این طرح پیش‌بینی شده‌است.

شجره نامه امامزاده سید مرتضی

## نگارخانه

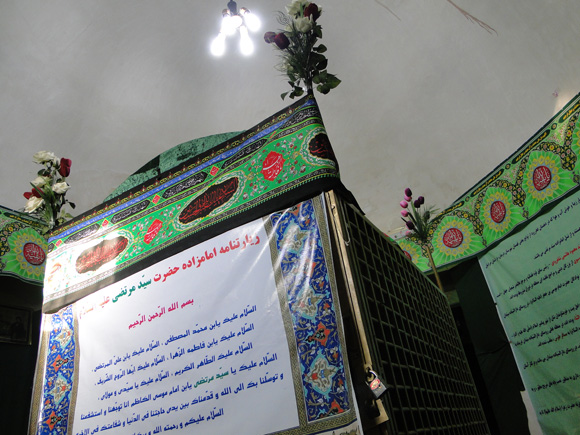
ضریح امامزاده سید مرتضی
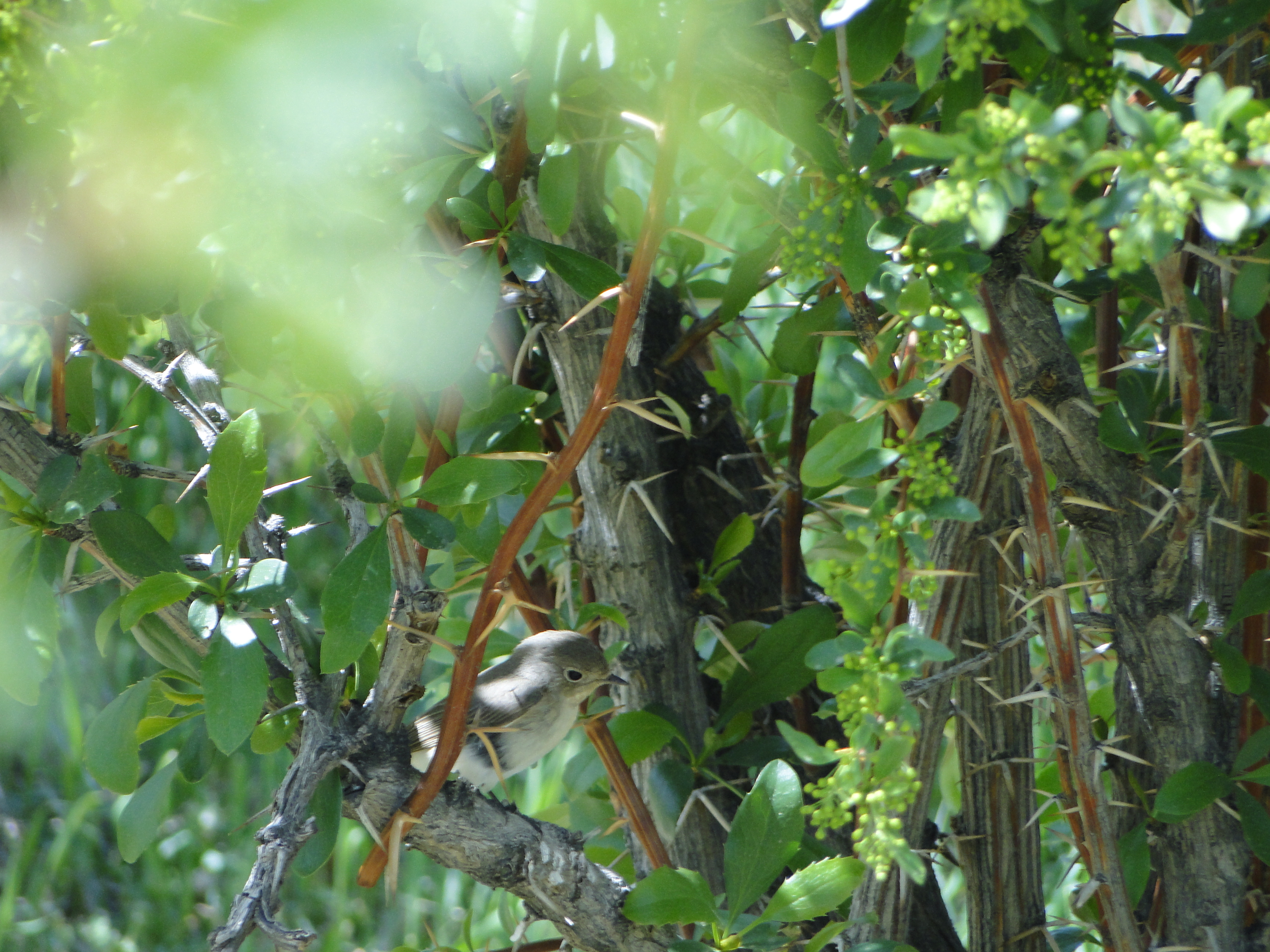
پرنده در دارالسّیاده سیّدان
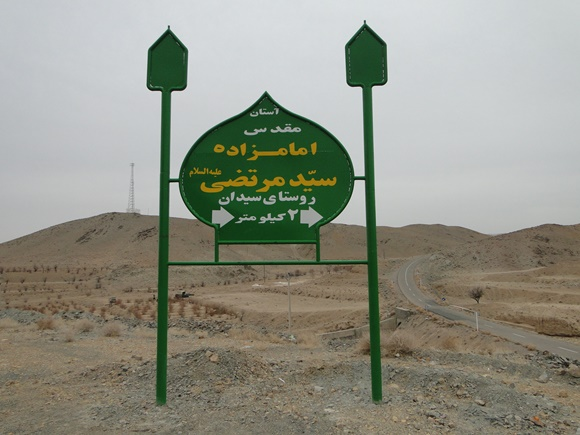
تابلوی ورود به دارالسّیاده سیّدان
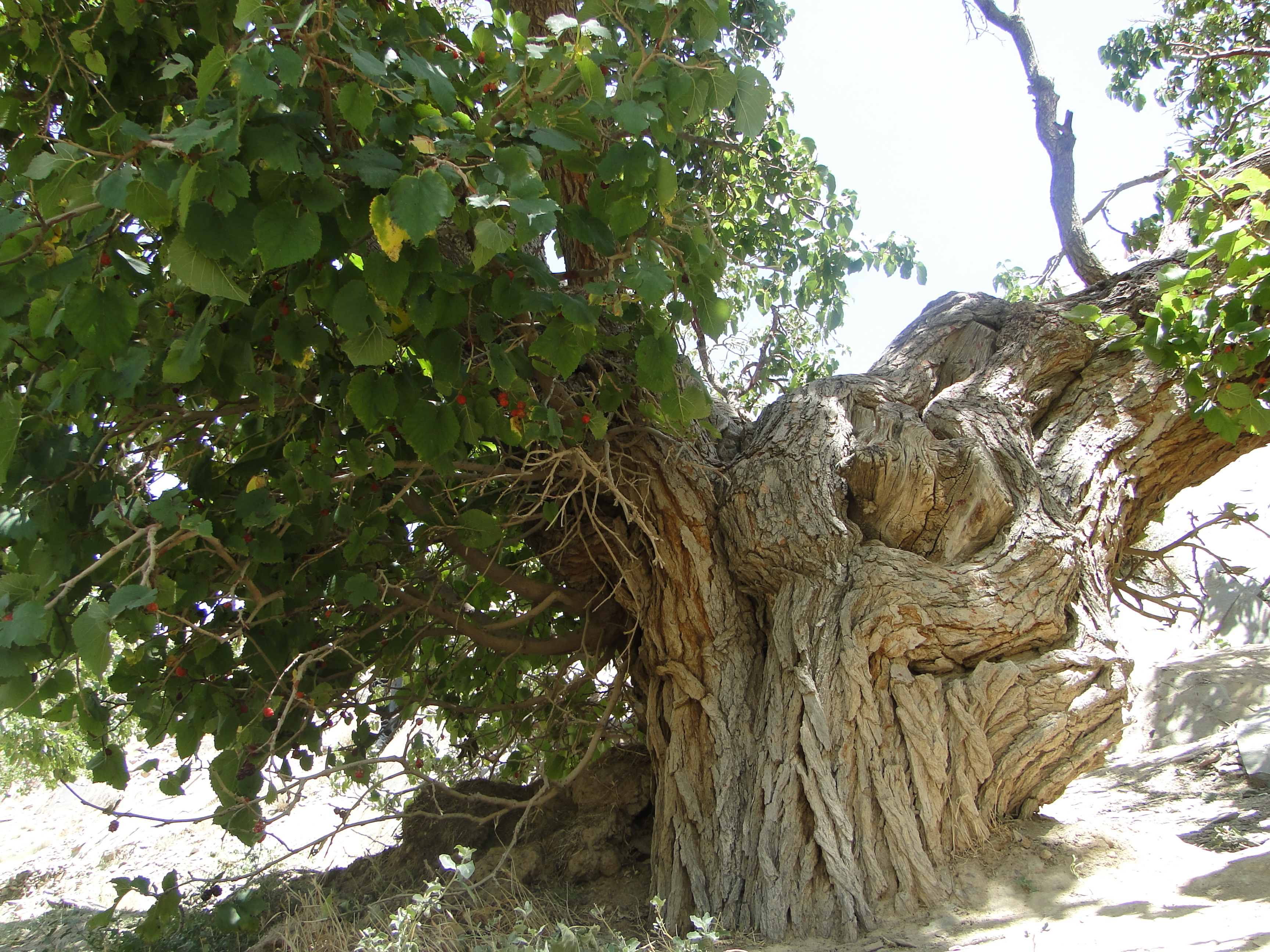
درخت شاه توت در دارالسّیاده سیّدان
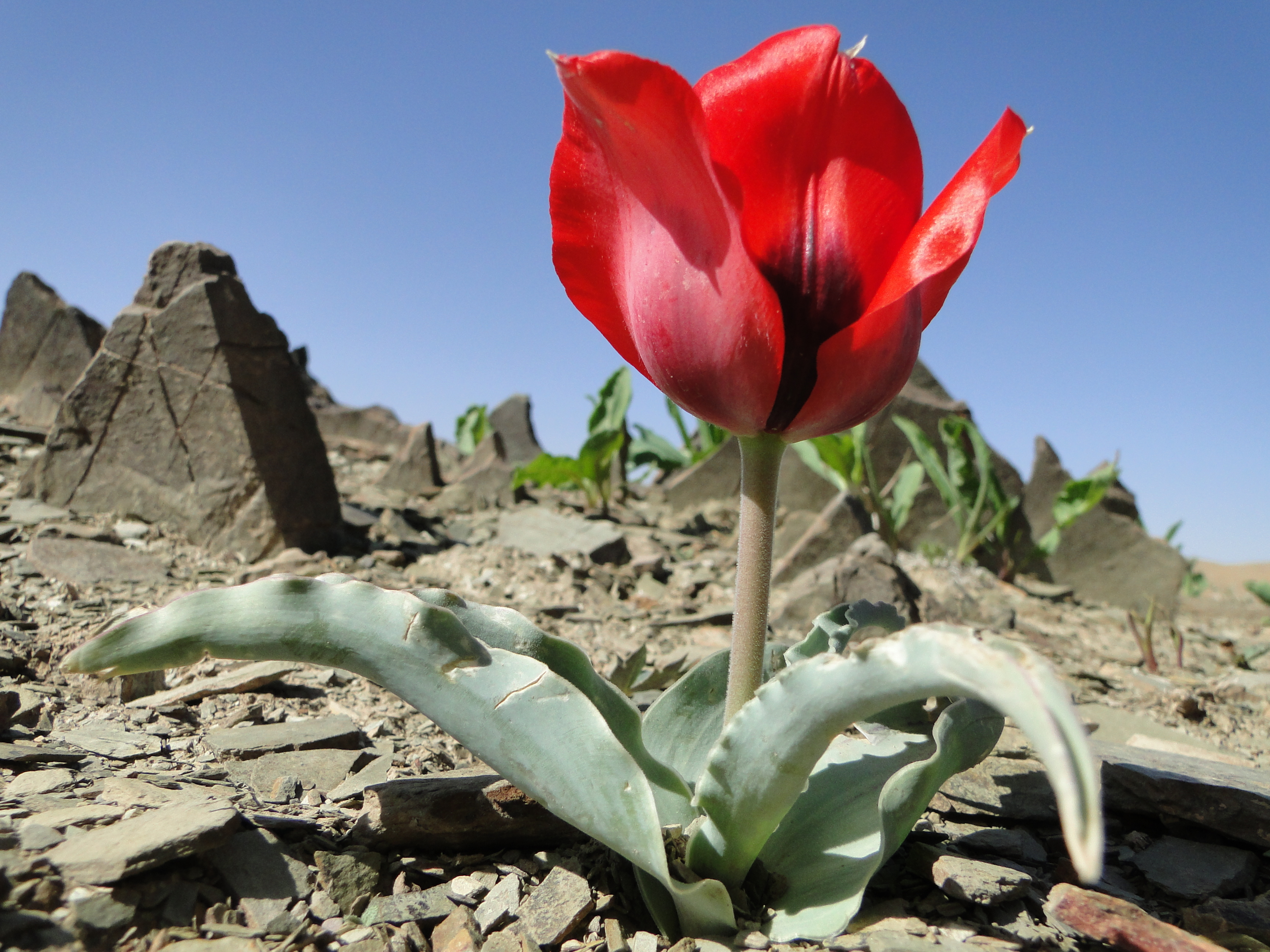
گل لاله در دارالسّیاده سیّدان
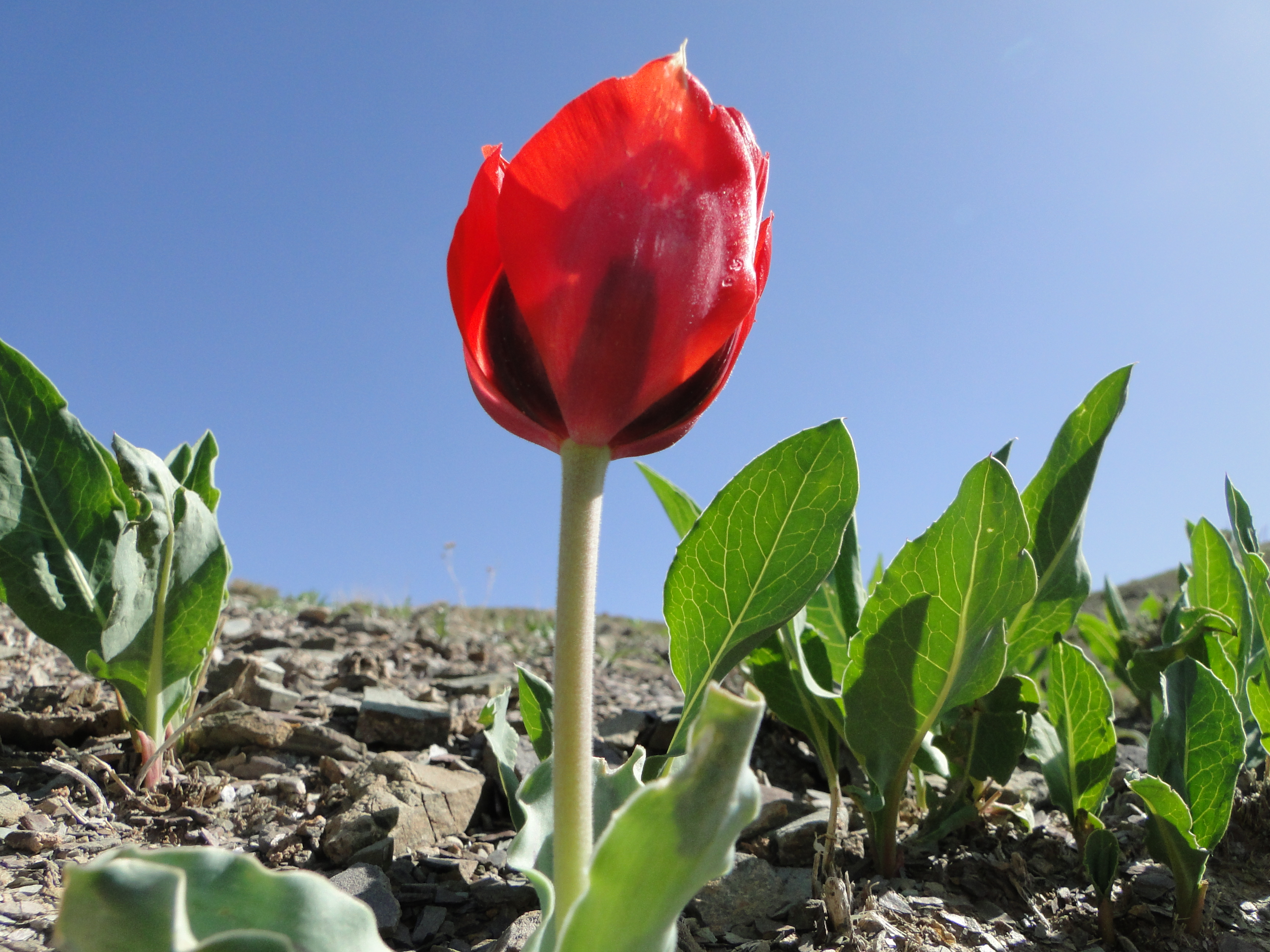
گل لاله در دارالسّیاده سیّدان
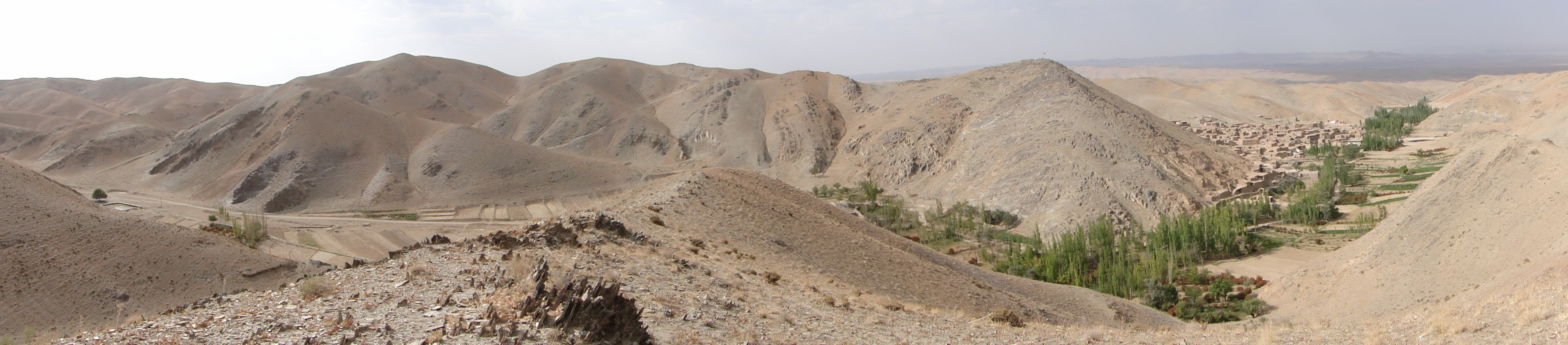
تصویر سراسرنما از دارالسّیاده سیّدان